# Kannur
Kannur, abans coneguda com a Cannanore encara sovint utilitzat (malayam കണ്ണൂര്‍) és una ciutat i municipalitat de Kerala, capital del districte de Kannur. És la quarta ciutat de Kerala amb una població de 498.207 habitants la municipalitat i 63.795 (2001) la ciutat pròpia (27.811 habitants el 1901 i 26.386 el 1881).

## Història
Cannanore era la capital dels rages Kolattiri o Chirrakal, els rivals del zamorín de Calicut, sorgits com ells de la partició del darrer raja Chera Perumal. La ciutat fou un dels centres del comerç de l'Índic als segles xii i xiii època en què es va consolidar la dinastia dels Ali Raja o Reis de la Mar de Cannanore. Segons la tradició aquesta família es va originar en un Nayar o ministre del raja Kolattiri que es va convertir a l'islam al segle XII (començament) i la seva família va obtenir el port de Cannanore com a cessió del raja Kolattiri a finals del mateix segle. l'Ali Raja (o Arakkal Bheevi) era l'almirall dels rages de Kolattiri i cap dels moples o mopiles o mappilla. Progressivament el seu poder es va enfortir i després del 1700 va passar a ser superior al del seu sobirà nominal; al segle XVII va rebre les illes Laquedives dels rages Kolattiri; al segle següent l'Ali Raja podia aixecar un exèrcit de 25.000 homes.
El 1498 hi va arribar Vasco de Gama que hi va desembarcar convidat pel raja Kolattiri, quan anava cap a Calicut. Tres anys després Pedro Álvares Cabral hi va fundar una factoria. El 1502 en el seu segon viatge, Vasco de Gama va signar un tractat, en virtut del qual va poder deixar 200 portuguesos a Cannanore com a guarnició. El 1505 Francisco de Almeida va obtenir permís per construir una fortalesa (Fortalesa de Sant Àngel). El 1506 va obtenir una brillant victòria naval sobre les forces del zamorín i els seus mopiles que va garantir la supremacia portuguesa. Vers aquesta època (a l'entorn del 1500) el rei de les Maldives era vassall dels rajes Ali de Cannanore; a la meitat del segle el raja de Kolatttiri (o Kolatirri) va donar als rajes Ali en jagir les illes Laquedives. La flota portuguesa que va destruir a la combinada dels mamelucs d'Egipte i dels zamorín a Diu el febrer de 1509, va sortir de Cannanore.
Els portuguesos van restar a Cannanore fins que fou conquerida pels holandesos el 1663 (havien establert una factoria el 1656) els quals la van vendre a l'Ali Raja el 1771. El poder dels Ali Rajes s'havia reforçar amb la invasió d'Haidar Ali de Mysore que va arribar a ocupar Cannanore temporalment el 1766; el 1783 els britànics van ocupar la fortalesa en represàlia perquè la Bibi (títol que portaven les femelles reials) de Cannanore havia detingut a 250 soldats que anaven al combat contra Tipu Sultan, fill i successor d'Haidar Ali. El 1784 la Bibi va signar un tractat amb els britànics i el fort li fou restaurat.
El 1786 a les illes Laquedives els locals eren explotats per obtenir la lucrtiva fibra del coco que els comerciants de Cannanore venien; els habitants es van revoltar i van enviar la seva submissió a Mysore i així el 1787 Mysore va adquirir les illes Laquedives del nord (Amini, Kadmat, Kiltan, Chetlat i Bitra) i el 1790, com que la Bibi afavoria al sobirà de Mysore, Cannanore fou assetjada i la Bibi es va rendir sense condicions. Cannanore va esdevenir quarter militar britànic, i ho va restar fins a 1887 quan el quarter es va traslladar a Nilgiris. Un acord amb la Bibi signat el 1796 va establir un tribut de 15000 rúpies l'any, en el qual quedaven incloses les illes Laquedives del sud (les del nord havien passat als britànics el 1792). La Bibi es va retardar en els pagaments i finalment va perdre les illes Laquedives per compensació, primer de manera temporal el 1861 i després definitiva el 1875.
La ciutat fou erigida en municipalitat el 1870.

## Llocs interessants

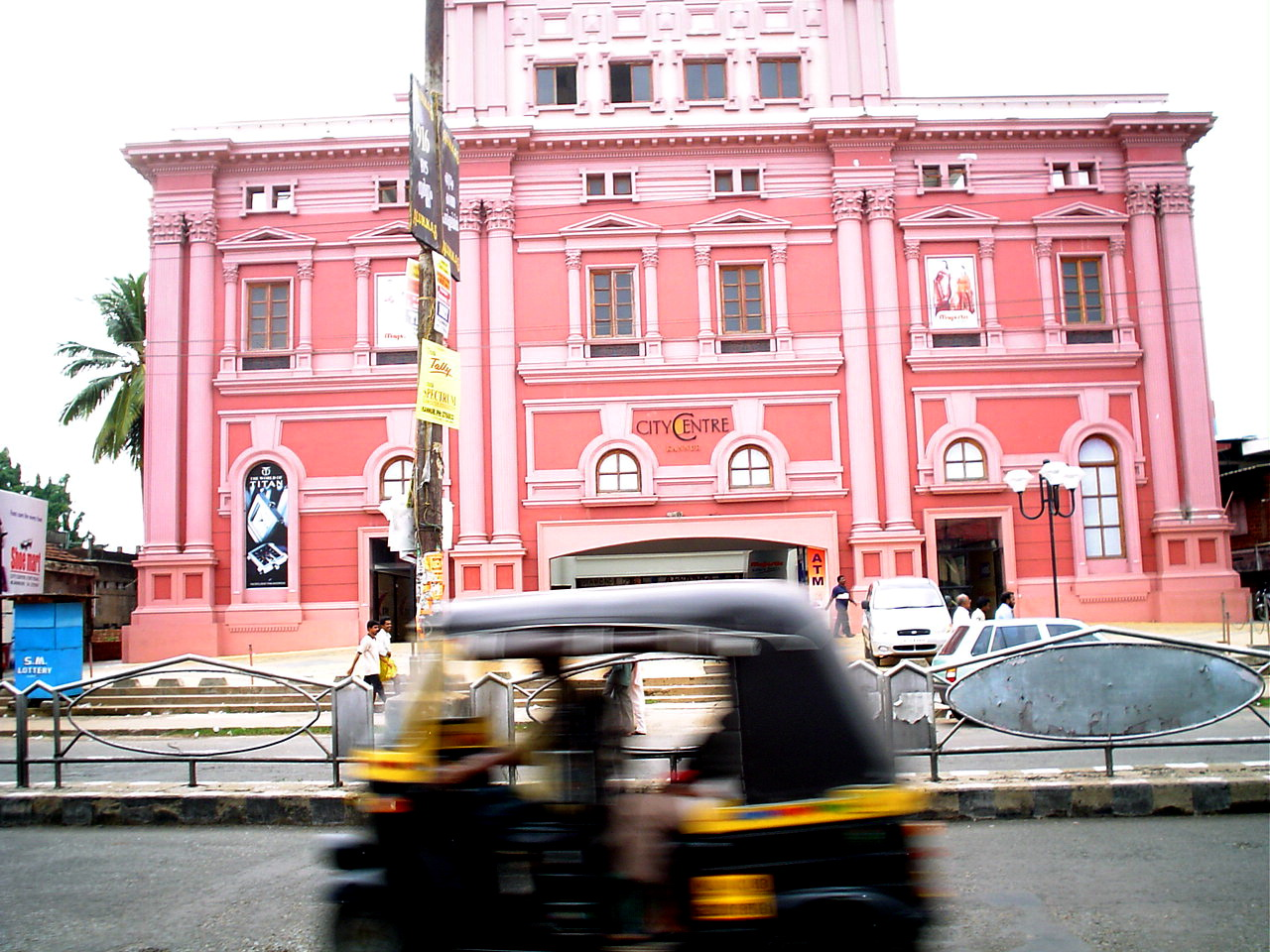
Centre de la ciutat, Fort Road

- Parc de la Serp o Parasinikkadavu, un parc amb rèptils, cocodrils i alguns ocells.
- Fort St. Angelo construït el 1505 pels portuguesos (conquerit pels holandesos el 1663, venut a Ali Raja de Cannanore el 1772, conquerit pels britànics el 1790).
- Platja de Payyambalam
- Far de Cannanore construït el 1843 pels britànics
- El "Cantonment" de Cannanore, quarter militar establert pels britànics uns dels 62 de l'Índia però l'únic a Kerala, avui utilitzat per l'exèrcit de l'Índia.
- Baby Beach, platja
- Platja de Meenkunnu a Azhikode, a pocs quilòmetres
- Badia de Mappila a Ayikkara, principal port de pesca
- Ferri d'Azhikkal
- Centre de la ciutat
- Parc de la Vista del Mar amb la seu de govern
- Vismaya amusement park, parc temàtic aquàtic

## Llista de sobirans
- Ali Raja ALI 1545-1591
- Ali Raja ABUBAKAR I 1591-1607
- Ali Raja ABUBAKAR II 1607-1610
- Ali Raja MUHAMMAD ALI I 1610-1647
- Ali Raja MUHAMMAD ALI II 1647-1655
- Ali Raja KAMAL 1655-1656
- Ali Raja MUHAMMAD ALI III 1656-1691
- Ali Raja ALI II 1691-1704
- Ali Raja KUNHI AMSA I 1704-1720
- Ali Raja MUHAMMAD ALI II 1720-1728
- Ali Raja Bibi Harrabichi Kadavube 1728-1732
- Ali Raja Bibi Junumabe II 1732-1745
- Ali Raja KUNHI AMSA II 1745-1777
- Ali Raja Bibi Junumabe II 1777-1819
- Ali Raja Bibi Mariambe 1819-1838
- Ali Raja Bibi Hayashabe 1838-1852
- Ali Raja ABDUL RAHMAN I 1852-1870
- Ali Raja MUSA ALI 1870-1899
- Ali Raja MUHAMMAD ALI V 1899-1907
- Ali Raja Bibi Imbichi 1907-1911
- Ali Raja AHMAD ALI 1911-1921
- Ali Raja Bibi Ayesha 1921-1931
- Ali Raja ABDUL RAHMAN II 1931-1946
- Ali Raja Bibi Arakkal Mariumma 1946-1948